# 강양구
강양구(1977년 ~ )는 기자 겸 지식 큐레이터이다.

## 기자 활동
연세대학교 생물학과를 졸업하고, 2003년부터 프레시안에서 과학기술/환경 담당 기자로 일했다.
2010년 7월 31일 창간호를 낸 프레시안의 주말 북 리뷰 섹션 '프레시안 books'의 창간을 주도했다.
2003년 방사성 폐기물 처리장을 둘러싼 부안 사태, 2005년 황우석 사태, 2008년 미국산 쇠고기의 광우병 감염 위험을 둘러싼 광우병 사태 등에서 중요한 기사를 여럿 썼다. 2005년 황우석 사태 당시 황우석 박사의 <사이언스> 논문 조작 의혹을 최초 보도했다. 이 보도는 <뉴욕타임스> 등이 후속 보도하는 등 세계적으로 큰 파장을 일으켰다. 2015년 메르스 사태 때는 정부 방침을 거부하고 시민의 알 권리를 위해서 메르스 감염 병원의 실명을 최초로 공개했다.
2016년 12월 프레시안 이사회가 그를 편집국장 후보로 지명해 이루어진 인준동의안 투표는 기자들의 과반 동의를 얻지 못하고 부결되었다. 2017년 2월 편집부국장을 끝으로 프레시안을 퇴사했다. 2017년 2월부터 2019년 1월까지 코메디닷컴을 발행하는 코리아메디케어의 부사장 겸 콘텐츠본부장을 지냈다. 팩트 체크 미디어 뉴스톱 창간에 참여했으며, 2019년 6월 현재 이사 겸 팩트체커로 활동 중이다. 또한 2020년 기준으로는 TBS 과학전문 기자로 활동하고 있다.

## 경력
- 현재: 팩트 체크 미디어 뉴스톱 이사 겸 팩트체커. 지식 큐레이터. YG와 JYP의 책걸상 진행자. TBS 과학전문 기자
- 2017년 ~ 2019년: 코리아메디케어 부사장 겸 콘텐츠본부장
- 2003년 ~ 2017년: 프레시안 기자
- 1996년 ~ 2003년: 연세대학교 생물학과 (이공대신문사 <연세과학> 활동)

## 수상
- 2005년: 제8회 앰네스티 언론상 '황우석 사태 보도'
- 2006년: 제15회 환경인상 녹색언론인상 '황우석 사태 보도'

## 저서
- <강양구의 강한 과학>(문학과지성사, 2021년)
- <한번도 경험해보지 못한 나라 - 민주주의는 어떻게 끝장나는가>(천년의상상, 2020년)
- <수상한 질문, 위험한 생각들>(북트리거 펴냄, 2019년)
- <과학 수다 1~4>(공저, 사이언스북스 펴냄, 2015년)
- <세 바퀴로 가는 과학자전거 2>(뿌리와이파리 펴냄, 2014년)
- <10대와 통하는 탈핵 이야기>(공저, 철수와영희 펴냄, 2014년)
- <정치의 몰락>(공저, 민음사 펴냄, 2012년)
- <아톰의 시대에서 코난의 시대로>(개정판, 사이언스북스 펴냄, 2011년)
- <불량 사회와 그 적들>(기획, 공저, 알렙 펴냄, 2011년)
- <불확실한 세상>(기획, 공저, 사이언스북스 펴냄, 2010년)
- <밥상 혁명>(기획, 공저, 살림터 펴냄, 2009년)
- <거꾸로 생각해 봐! 세상이 많이 달라 보일걸>(공저, 낮은산 펴냄, 2008년)
- <아톰의 시대에서 코난의 시대로>(프레시안북 펴냄, 2007년)
- <세 바퀴로 가는 과학자전거>(뿌리와이파리 펴냄, 2006년)
- <침묵과 열광>(공저, 후마니타스 펴냄, 2006년)